# Daniel Fillion
Pour les articles homonymes, voir Fillion.
 (mars 2022).
Si vous disposez d'ouvrages ou d'articles de référence ou si vous connaissez des sites web de qualité traitant du thème abordé ici, merci de compléter l'article en donnant les références utiles à sa vérifiabilité et en les liant à la section « Notes et références ».
Daniel Fillion, né le 26 novembre 1912 à Genève et mort le 8 mai 1999 aux Cullayes, est un metteur en scène et comédien suisse.

## Biographie
Après des études au Conservatoire de Genève, Daniel Fillion monte à Paris pour suivre les cours de metteur en scène et acteur Charles Dullin. Il débute sur scène à Genève, peu avant la Seconde Guerre mondiale et y fonde le premier théâtre de poche de Suisse romande, L'Equipage.
Il joue ensuite à la Comédie de Genève, au Théâtre du Château à Lausanne, au Théâtre municipal de Lausanne, au Centre dramatique romand, au Centre dramatique de Lausanne et il fait des tournées avec les Artistes associés de Lausanne. Il lance également les activités théâtrales aux arènes d'Avenches.
Ses talents d'interprète et sa voix chaleureuse et grave lui valent d'être engagé à Radio-Lausanne dès 1943. Comme speaker, il présente notamment les émissions matinales, puis il devient l’une des têtes d’affiche du radio-théâtre.
Il interprète aussi plusieurs rôles pour la télévision, dans des séries ou dans des téléfilms et est professeur d'art dramatique à l’École romande d’art dramatique (ERAD).

## Filmographie

### Cinéma
- 1981 : L'Ogre de Barbarie de Pierre Matteuzzi : Mr Viret

### Télévision
- 1973 : Le temps de vivre... Le temps d'aimer (série télévisée) : en tant qu'acteur, un inspecteur de police
- 1974 : Les Enfants des autres, série télévisée de Louis Grospierre : le père de Pierre
- 1976 : Cinéma 16 : La Manipulation de Denys de La Patellière

## Théâtre
- 1964 : Le Banquier sans visage, chronique des temps qui changent de Walter Weideli, mise en scène Jean Vilar, Grand Théâtre de Genève